# Фридерикс, Карл
Карл Фридерикс (нем. Karl Friederichs, 7 апреля 1831 — 18 октября 1871) — немецкий антиковед, филолог и археолог.
Обучался в Гёттингенском университете и университете Эрлангена — Нюрнберга. Был учеником Карла Фридриха фон Негельсбаха (нем. Carl Friedrich Nagelsbach). В 1853 году защитил докторскую диссертацию по греческому хору в произведениях Еврипида и Софокла. В 1958 году стал адъюнкт-профессором археологии в Берлинском университете. В 1968 году был назначен директором Античного собрания Берлина.
В 1860—67 гг. посетил Италию, Кипр, Египет и Афины. Главнейшие его работы: «Praxiteles und die Niobegruppe» (Лейпциг, 1855) и «Baustein zur Geschichte der griechisch-römischen Plastik oder Berlins antike Bildwerke» (Дюссельдорф, 1868 и 1871). Его путевые письма из Греции, Италии и Востока появились под заглавием: «Kunst und Leben» (Дюссельдорф, 1872).